# 더블랙레이블
더블랙레이블(THE BLACK LABEL)은 2016년 5월에 1TYM의 멤버 TEDDY(본명: 박홍준)가 창립한 기획사 및 음반사로, YG 엔터테인먼트와 관계기업이다.

## 소속 아티스트

### 아티스트
- 전소미
- VINCE
- Bryan Chase
- LØREN[1]
- 태양
- 로제
- MEOVV
- ALLDAY PROJECT
- Lee Jung

### 프로듀서
- 테디
- KUSH
- 24
- R.Tee
- JuniorChef
- VVN
- Nohc
- Dominsuk
- Danny Chung
- IDO (ZHUN·YUHAN·NHD)

### 배우
- 엘라 그로스
- 박보검
- 이종원